# Sybille de Marsal
 (décembre 2021).
Sybille, jeune béguine de Marsal, est une usurpatrice qui vécut durant la première moitié du XIIIe siècle.

## Histoire
L'histoire de Sybille de Marsal est connue par un récit de Richer de Senones, chroniqueur vosgien. Elle est également évoquée dans les mémoires de Michel Errard, chambrier du duc de Lorraine Thiébaud Ier, frère de l’évêque de Metz Jacques de Lorraine.
Durant les années 1240-1250, la jeune béguine originaire de Marsal prétendait être l'objet de miracles. Parmi ceux-ci, Sybille se disait uniquement restaurée par des « repas célestes », ou affirmait encore lutter contre le diable.
Informé de ces faits miraculeux, l'évêque Jacques de Lorraine envisage d'élever une église à Sybille, et la béguine fait l'objet d'une importante affluence.
Après avoir finalement été surprise par un frère Prêcheur en train de feindre un combat contre le malin, la jeune femme fut contrainte à avouer sa supercherie auprès de l'évêque. Ses prétendus « repas célestes » étaient, quant à eux, simplement apportés dans le secret par un jeune prêtre complice, qui emplissait également sa chambre d'épices pour imiter « l'odeur des anges ».
Selon Michel Errard, la tromperie a été créée pour couvrir les relations amoureuses entre la béguine et son complice. L'évêque de Metz condamna Sybille à l'enfermement à perpétuité.

## Sources
- Martin Roch, La Béguine, l’ange et l’odeur de sainteté : le cas de Sybille de Marsal, « garce qui fit de la sainte ». Cahiers d'histoire, 34 (spécial), p. 91–118, 2016. https://doi.org/10.7202/1045971ar
- Thomas A. Fudgé, Medieval Religion and Its Anxieties: History and Mystery in the Other Middle Ages. États-Unis: Palgrave Macmillan US, p. 172, 2016.
- Michel Parisse, De Sybille, béguine de Marsal, et de ses actes (XIIIe siècle), Extrait de Richier de Senones. Les Cahiers Lorrains, janvier 1969, p. 18-22.
- J. Cayon, Chronique de Richer, moine de Senones. Traduction française du XVIe siècle sur un texte beaucoup plus complet que tous ceux connus jusqu'ici, publiée pour la première fois avec des éclaircissements historiques, sur les manuscrits des Tiercelins de Nancy et de la Bibliothèque publique de la même ville, par Jean Cayon. Nancy : Cayon-Liébault, 1842.